# Communauté de communes du Val du Thouet
La communauté de communes du Val du Thouet est une ancienne communauté de communes française, située dans le département des Deux-Sèvres et la région Poitou-Charentes.
Elle tient son nom du Thouet, la rivière qui la traverse du sud au nord.

## Histoire
La communauté de communes du Val du Thouet a été créée le 24 décembre 1992 à partir des sept communes du canton de Saint-Loup-Lamairé. Elle est dissoute au 31 décembre 2013. Au 1er janvier 2014, six de ses communes rejoignent la communauté de communes Airvaudais-Val du Thouet et la septième, Gourgé, intègre la communauté de communes Parthenay-Gâtine.
Cet ensemble de cinq communes représentait une population municipale de 4 102 habitants (selon le recensement de 2011), sur un territoire de 183,06 km2.

## Composition
De 1992 à 2013, elle regroupait les communes suivantes :
1. Assais-les-Jumeaux
2. Gourgé
3. Le Chillou
4. Louin
5. Maisontiers
6. Saint-Loup-Lamairé
7. Tessonnière

## Administration
| Période                                  | Période       | Identité               | Étiquette | Qualité              |
| ---------------------------------------- | ------------- | ---------------------- | --------- | -------------------- |
| Les données manquantes sont à compléter. |               |                        |           |                      |
| ?                                        | décembre 2013 | Jean-François Coiffard |           | Maire de Maisontiers |

## Compétences
- Aménagement de l'espace

Schéma de cohérence territoriale (SCOT)
- Autres

Mise à disposition du matériel et personnel en vue d'assurer l'entretien et l'aménagement des espaces
Étude d'implantation, réalisation, location de logements et bureaux liés à la gendarmerie
Création de zones de développement de l'éolien (ZDE)
- Développement et aménagement économique

Action de développement économique
Zones d'activités industrielle, commerciale, tertiaire, artisanale ou touristique
- Développement et aménagement social et culturel

Activités culturelles ou socioculturelles
Équipements ou établissements culturels, socioculturels, socio-éducatifs ou sportifs
- Développement touristique
- Environnement et cadre de vie

Assainissement collectif
Assainissement non collectif
Collecte et traitement des déchets ménagers et assimilés
Entretien et restauration du lit et des berges du Thouet
- Sanitaire et social

Actions liées à l'emploi
Actions menées vers la petite enfance et la jeunesse

### Sources
- Le splaf - (Site sur la Population et les Limites Administratives de la France)
- La base ASPIC des Deux-Sèvres - (Accès des Services Publics aux Informations sur les Collectivités)